# 황재균

## 한국 프로야구 시절

### 현대 유니콘스시절

#### 2006년
신인 드래프트에서 2차 3라운드로 지명돼 계약금 6,000만원에 입단하였다. 입단 첫 해에는 1군에 올라오지 못했고, 2군에서만 활동했다.

#### 2007년
시즌 초반에 2군에서 활동하다가 4월 21일 롯데 자이언츠전에서 데뷔 첫 경기를 치렀다. 처음에는 주로 대주자나 대수비 등 백업으로 활동하다가 시즌 막바지에 주전 유격수로 기용되며 활약했다. 그 해 3할 타율, 2홈런, 12타점을 기록했다.

### 히어로즈시절

#### 2008년
현대 유니콘스가 해체되며 선수단을 인계하고 새로 창단한 팀에서 주전 유격수로 자리잡기 시작했다. 5월 초까지만 해도 뛰어난 성적을 거뒀지만, 6월 중순 무렵부터 체력에 한계가 오며 공-수 양면에서 부진했다. 이 무렵 입단 동기이자 동갑내기 내야수인 강정호에게 유격수를 넘기고 3루수로 전업했다.

#### 2009년
2008년 시즌 후 같은 소속 팀이자 고참 선수였던 3루수 정성훈이 FA를 선언해 LG 트윈스로 이적하자 이에 따른 공백으로 3루수로 완전히 정착했다. 시즌 초반부터 3루수로 꾸준히 기용되며 풀 타임 주전 선수로 활약했다. 이 해에 그는 133게임 시즌 전 경기 출장을 소화하며 2할대 타율, 18홈런, 30도루를 기록하며 팀의 주축 선수로 거듭나기 시작했다. 이 해에 그는 생애 처음으로 감독 추천을 통해 올스타전에 참가했다.
그는 호타준족형 선수로 강정호와 더불어 가장 큰 기대를 받는 선수였다. 이현승, 이택근, 장원삼의 트레이드 파동 때에도 강윤구, 강정호와 더불어 팀에서 트레이드 불가라고 말했을 정도로 괜찮은 실력을 갖춘 선수로 평가받아 왔었으나 팀이 4강 싸움이 한창일 때 익숙치 않은 거포 스윙과 초구병으로 4강과 20-20 둘 다 놓쳤다.

### 롯데 자이언츠시절
넥센 히어로즈에서 2010년 시즌 초부터 컨디션 난조와 손목 부상 여파로 부진한 모습을 보여주다가, 7월 20일 당시 넥센 히어로즈 소속이었던 그, 롯데 자이언츠 소속이었던 내야수 김민성, 투수 김수화와 2:1 트레이드를 통해 이적했다.
팀이 그를 영입하게 된 주 원인은 당시 3루수를 이대호가 맡고 있었고 3루수 특성상 체력이 많이 소모되기 때문에 부담을 줄여주고자 1루수로 포지션 변경을 시도하고 있었는데 3루수에 적합한 선수를 찾지 못했고, 마침 넥센 히어로즈의 유망주였던 그의 영입을 적극적으로 추진했다.
이미 넥센 히어로즈 측은 2009년에 팀의 주전으로 활약했던 장원삼, 이현승, 이택근, 마일영을 각각 2010년 시즌 전 삼성, 두산, LG, 한화에 현금 트레이드 내지는 선수 + 현금 트레이드한 전력이 있었는데 KBO에서는 이와 같은 트레이드를 선수 팔기로 보아 2010년 말까지 현금 트레이드는 하지 못하도록 했다. 게다가 당시 넥센 히어로즈의 대표였던 이장석은 공공연히 "팀의 유망주인 그와 강윤구, 강정호는 팔지 않겠다."고 말한 바 있었기 때문에 갑작스럽게 이루어진 트레이드는 석연찮은 면이 있었다. 양 측은 정당한 전력 보강용 트레이드이기 때문에 문제되지 않는 트레이드라고 주장했으나 뒷돈이 오고 갔을 것이라는 의혹은 쉽게 해소되지 않았다. 게다가 그의 트레이드 건은 넥센 히어로즈의 팬들은 물론 당시 감독이었던 김시진 조차도 배제된 채 속전속결로 이루어졌다는 점에서 많은 비판을 받았다. 또한 올스타전을 앞두고 이루어진 이 트레이드는 다른 문제를 낳았는데, 그는 올스타전에서 서군 3루수로 선발됐고 동군에 속하는 롯데 자이언츠로 이적할 경우 어느 팀의 유니폼을 입어야 하는지 문제가 된 것이다. 이는 한국은 물론 일본 올스타전에서도 전례가 없었다. 2010년 시즌 후 고원준이 이 팀으로 트레이드되며 2011년 트레이드 마감일에 있었던 박병호의 트레이드 영입 전까지 넥센 히어로즈는 트레이드 논란에서 자유롭지 못했다.
이에 KBO 측은 트레이드가 공식 발표된 7월 20일 이후 이틀이 지나도록 트레이드를 승인하지 않다가 7월 22일 양 측에 트레이드에 현금이 오고 가지 않았다는 내용 증명 문서를 접수하고, 넥센 히어로즈로부터는 더 이상 2010년 시즌에 선수 트레이드를 하지 않겠다는 각서를 받는 조건으로 트레이드를 승인했다. 그리고 그의 올스타전 출전 문제에 대해서는 동군으로 출전하되, 선수 2명이 부족하게 된 서군은 감독 추천 선수를 2명 더 쓸 수 있도록 유권 해석했다. 이에 당시 올스타전 서군 감독이었던 조범현은 내야수 김선빈, 오지환을 추가로 지명했다. 트레이드가 승인됨에 따라 트레이드 대상 선수들은 당일 1군 경기에 출전할 수 있게 됐고 그와 김민성은 트레이드 승인이 떨어지자마자 당일에 각각 당일 선발 라인업에 들며 경기를 치르게 됐다.

#### 2010년
7월 22일 트레이드 승인 당일, 한화전에 선발 출장했다. 그는 3루수를 맡았고, 그 전까지 3루를 보던 이대호는 1루수로, 김민성이 보던 유격수는 문규현이 맡았다. 그리고 1루수와 외야수를 번갈아 보던 김주찬은 외야수를 맡았다. 이적 후 첫 경기에서 4타수 1안타, 1볼넷, 1득점을 기록했다. 타격 면에서는 손목 부상의 여파로 그리 좋은 모습을 보여주지 못했지만, 수비에서는 유격수와 3루수를 번갈아 보며 이대호의 수비 부담을 줄임과 동시에 박기혁의 부상, 정보명의 부진으로 공백이 생긴 내야진의 수비를 안정시키는 데 크게 기여했다.
넥센 히어로즈 시절 서군 올스타로 선정됐으나 올스타전 직전에 이적함에 따라 올스타전에서는 동군 올스타전 선수 엔트리에 들었다. 7월 24일 올스타전에는 교체 출전했는데, 예전 팀 동료였던 손승락을 상대로 끝내기 안타를 쳐 내며 동군의 1점차 승리에 기여했다. 이 끝내기 안타에 힘입어 올스타전 '선구회상'을 수상했다. 하지만 부상으로 조금 부진한 모습을 보여 80경기 출장에 그쳤고, 강정호에게 밀려 아시안 게임 대표팀에 선발되지 못했다.

#### 2011년
시즌 초 당시 감독이었던 양승호의 전력 구상에 따라 유격수로 출전했으나 문규현이 유격수로 자리잡아 원래 위치인 3루수로 자리를 옮겼다. 특히 주자 만루시 타석에서 상당히 강한 모습을 보였는데 만루 홈런을 2번 기록했으며 만루시 5할 이상의 타율을 기록했다. 그러나 경기에서 많은 실책을 범했다. 포스트 시즌에서는 철벽 수비를 보여주며 5차전 때 실책을 제외하고는 4차전까지 실책을 하지 않아 '수비 황제'라는 별명을 얻었다. 특히 플레이오프 2차전에서 느린 땅볼 타구를 맨손으로 잡아 1루에 정확히 던져 주자를 아웃시키는 모습을 두 번이나 보여줬고, 27개의 아웃 카운트 중 무려 9개의 아웃 카운트를 잡아냈다.

#### 2012년
시작부터 좋은 활약을 보여줬는데, 특히 수비에서 허슬 플레이를 보였다. 시즌 중 4번 타자로 잠깐 나섰지만, 주로 하위 타순에 나섰다. 올스타전에서 2타점 적시타이자 결승타를 쳐 냈고, 생애 첫 미스터 올스타에 뽑혔다.

#### 2014년
팀에서 활약하며 아시안 게임 국가대표에 처음으로 발탁됐다. 9월 28일 대만과의 결승전에서 2타점 적시타를 쳐 냈다. 이 결승점으로 한국의 역전승을 합작하며 금메달 획득에 기여했고, 병역 혜택을 얻었다. 이를 통해 한국 최초 모자 아시안 게임 출전과 함께 모자 금메달리스트에 등극했다. 또한 사직야구장 3번째 장외 홈런을 쳐 냈다.

#### 2015년
장타력 향상을 위해 비 시즌 동안 벌크업에 심혈을 기울이며 몸무게를 100kg까지 늘렸고 장타력이 대폭 향상돼 전반기에만 22홈런을 쳐 냈다. 시즌 성적 2할대 타율, 26홈런을 기록해 커리어 하이 시즌을 보냈다. 올스타전 홈런 레이스에서 에릭 테임즈를 꺾고 우승을 차지했다. 2015년 WBSC 프리미어 12 야구 국가대표팀으로 발탁돼 우승을 차지했다. 11월 30일 MLB 사무국에 포스팅을 요청했으나 응찰 구단이 없어 실패했다.

#### 2016년
등번호를 13번에서 10번으로 변경했고, 시즌 중 주로 4번 타자를 맡았다. 팀 역대 2번째 20-20 클럽에 가입하며 팀 내 토종 선수 최초 20-20을 달성했다. 시즌 후 FA 자격을 얻었다. FA 협상에서 국내 잔류와 해외 진출을 놓고 고심하다 MLB 진출을 선언했다.

## 미국 프로야구 시절

### 샌프란시스코 자이언츠시절
FA를 신청 후 1년 총액 310만 달러에 스플릿 계약을 했다.
몇 달 동안 MLB 콜업 소식이 없던 그는 현지 시간으로 6월 28일에 MLB에 콜업됐다. MLB 데뷔 경기인 6월 28일 콜로라도 로키스와의 경기에서 MLB 첫 안타를 홈런으로 기록했다. 이 홈런은 팀의 역전 승을 이끈 결승 홈런이었다. 7월 1일에는 첫 2루타를 기록했다.
그 후 3루수와 1루수를 오가며 경기에 나섰지만 부진에 빠져 2017년 7월 23일에 마이너 리그로 강등됐다. 이후 미국 생활을 접고 한국 복귀를 선언했다.

## 한국 프로야구 복귀

### kt 위즈시절
2017년 11월 13일 4년 총액 88억원에 FA 계약을 체결하며 이적했다. 그의 보상 선수로는 조무근이 지명됐다.

## 등번호
- '3' - 현대 유니콘스 (2007년), 넥센 히어로즈 (2008년 ~ 2010년)
- '6' - 롯데 자이언츠 (2010년)
- '13' - 롯데 자이언츠 (2011년 ~ 2015년)
- '10' - 롯데 자이언츠 (2016년), kt 위즈 (2018년 ~ 현재)
- '1' - 샌프란시스코 자이언츠 (2017년)

## 수상
- 2014년 아시안 게임 금메달
- 2015년 WBSC 프리미어 12 우승

## 별명
- 그가 타석에 들어서기 전이나 타석을 소화한 후 투수가 교체되거나 이닝이 종료되며 광고가 나오는 경우가 많아 '애드(Ad) 황', '광고균', '광고니', '황광고'라고 불렸다.

## 방송
- 2020년 ~ 2022년 : 나 혼자 산다 게스트
- 2022년 : 생방송 행복드림 로또 6/45 - 게스트 (996회)
- 2022년 : 구해줘 홈즈 - 게스트 (140회)
- 2024년 : 강심장 VS - 게스트 (5회)

## 통산 기록
| 연 도           | 소 속           | 나 이           | 출 장 | 타 석 | 타 수 | 득 점 | 안 타 | 2 루 타 | 3 루 타 | 홈 런 | 타 점 | 도 루 | 도 실 | 볼 넷 | 삼 진 | 타 율 | 출 루 율 | 장 타 율 | O P S | 루 타 | 병 살 타 | 몸 맞 | 희 타 | 희 플 | 고 4 |
| --------------- | --------------- | --------------- | ----- | ----- | ----- | ----- | ----- | ------- | ------- | ----- | ----- | ----- | ----- | ----- | ----- | ----- | -------- | -------- | ----- | ----- | -------- | ----- | ----- | ----- | ---- |
| 2007            | 현대            | 20              | 63    | 171   | 160   | 19    | 48    | 6       | 0       | 2     | 12    | 2     | 2     | 5     | 33    | .300  | .323     | .375     | .698  | 60    | 1        | 1     | 4     | 1     | 0    |
| 2008            | 우리            | 21              | 117   | 333   | 306   | 27    | 73    | 10      | 1       | 1     | 18    | 10    | 7     | 16    | 56    | .239  | .279     | .288     | .567  | 88    | 8        | 2     | 7     | 2     | 0    |
| 2009            | 히어로즈        | 22              | 133   | 608   | 536   | 86    | 152   | 27      | 5       | 18    | 63    | 30    | 15    | 55    | 100   | .284  | .349     | .453     | .802  | 243   | 11       | 3     | 6     | 8     | 0    |
| 2010            | 넥센            | 23              | 52    | 199   | 169   | 26    | 38    | 5       | 0       | 2     | 21    | 12    | 5     | 22    | 33    | .225  | .315     | .290     | .605  | 49    | 6        | 2     | 1     | 4     | 0    |
| 2010            | 롯데            | 23              | 42    | 154   | 137   | 15    | 31    | 9       | 3       | 4     | 19    | 6     | 2     | 10    | 40    | .226  | .289     | .423     | .712  | 58    | 4        | 2     | 5     | 0     | 0    |
| '10합           | 롯데            | 23              | 94    | 353   | 306   | 41    | 69    | 14      | 3       | 6     | 40    | 18    | 7     | 32    | 73    | .225  | .304     | .350     | .653  | 107   | 10       | 4     | 6     | 4     | 0    |
| 2011            | 롯데            | 24              | 117   | 458   | 398   | 62    | 115   | 18      | 4       | 12    | 68    | 12    | 6     | 40    | 78    | .289  | .360     | .445     | .805  | 177   | 9        | 9     | 3     | 8     | 1    |
| 2012            | 롯데            | 25              | 133   | 504   | 448   | 42    | 122   | 19      | 1       | 4     | 51    | 26    | 8     | 38    | 81    | .272  | .335     | .346     | .681  | 155   | 10       | 5     | 11    | 2     | 3    |
| 2013            | 롯데            | 26              | 128   | 559   | 489   | 70    | 134   | 29      | 3       | 7     | 56    | 22    | 11    | 49    | 78    | .274  | .350     | .389     | .738  | 190   | 14       | 10    | 7     | 4     | 3    |
| 2014            | 롯데            | 27              | 128   | 550   | 486   | 66    | 156   | 33      | 3       | 12    | 76    | 17    | 10    | 53    | 86    | .321  | .388     | .475     | .864  | 231   | 8        | 3     | 4     | 4     | 0    |
| 2015            | 롯데            | 28              | 144   | 596   | 534   | 95    | 155   | 41      | 2       | 26    | 98    | 11    | 10    | 48    | 122   | .290  | .350     | .521     | .870  | 278   | 14       | 4     | 4     | 6     | 1    |
| 2016            | 롯데            | 29              | 127   | 559   | 498   | 97    | 167   | 26      | 5       | 27    | 113   | 25    | 10    | 49    | 66    | .335  | .394     | .570     | .964  | 284   | 10       | 4     | 0     | 8     | 5    |
| 2017            | SF              | 30              | 18    | 57    | 52    | 2     | 8     | 1       | 0       | 1     | 5     | 0     | 0     | 5     | 15    | .154  | .228     | .231     | .459  | 12    | 1        | 0     | 0     | 0     | 0    |
| 2018            | kt              | 31              | 142   | 588   | 530   | 76    | 157   | 41      | 3       | 25    | 88    | 14    | 7     | 49    | 120   | .296  | .358     | .526     | .885  | 279   | 5        | 4     | 2     | 3     | 1    |
| 2019            | kt              | 32              | 124   | 506   | 447   | 78    | 127   | 16      | 3       | 20    | 67    | 10    | 7     | 52    | 70    | .284  | .358     | .468     | .825  | 209   | 10       | 2     | 0     | 5     | 2    |
| 2020            | kt              | 33              | 134   | 600   | 541   | 108   | 169   | 35      | 5       | 21    | 97    | 11    | 6     | 47    | 98    | .312  | .370     | .512     | .324  | 277   | 12       | 5     | 3     | 4     | 0    |
| 2021            | kt              | 34              | 117   | 507   | 453   | 74    | 132   | 16      | 2       | 10    | 56    | 11    | 4     | 46    | 92    | .291  | .358     | .402     | .760  | 182   | 11       | 3     | 1     | 4     | 1    |
| 2022            | kt              | 35              | 141   | 581   | 519   | 59    | 136   | 25      | 3       | 10    | 64    | 6     | 3     | 53    | 5     | .262  | .335     | .380     | .713  | 197   | 17       | 0     | 0     | 0     | 0    |
| KBO 통산 : 15년 | KBO 통산 : 15년 | KBO 통산 : 15년 | 1842  | 7474  | 6652  | 1000  | 1912  | 356     | 43      | 201   | 966   | 225   | 113   | 632   | 1253  | .287  | .352     | .445     | .796  | 2957  | 150      | 59    | 58    | 63    | 17   |
| MLB 통산 : 1년  | MLB 통산 : 1년  | MLB 통산 : 1년  | 18    | 57    | 52    | 2     | 8     | 1       | 0       | 1     | 5     | 0     | 0     | 5     | 15    | .154  | .228     | .231     | .459  | 12    | 1        | 0     | 0     | 0     | 0    |

- 시즌 기록 중 굵은 글씨는 해당 시즌 최고 기록